# 馬希旺
马希旺（？—933年），马楚武穆王马殷之子，母亲袁德妃，马希声同母弟。
马希旺在马希声在位时为亲从都指挥使。文昭王馬希範继位，怨恨衡阳王马希声在他之前即位，督责马希旺，对袁德妃也不以礼相待。袁德妃请求让儿子出家为道士，马希範不许，罢黜他的军职，让他住在竹屋草门，不许参与兄弟们的集会。德妃死后，马希旺忧郁而终。